# Чемпионат Европы по настольному теннису 1972
8-й Чемпионат Европы по настольному теннису проходил с 15 по 22 апреля 1972 года в Роттердаме (Нидерланды).

## Медалисты

### Мужчины

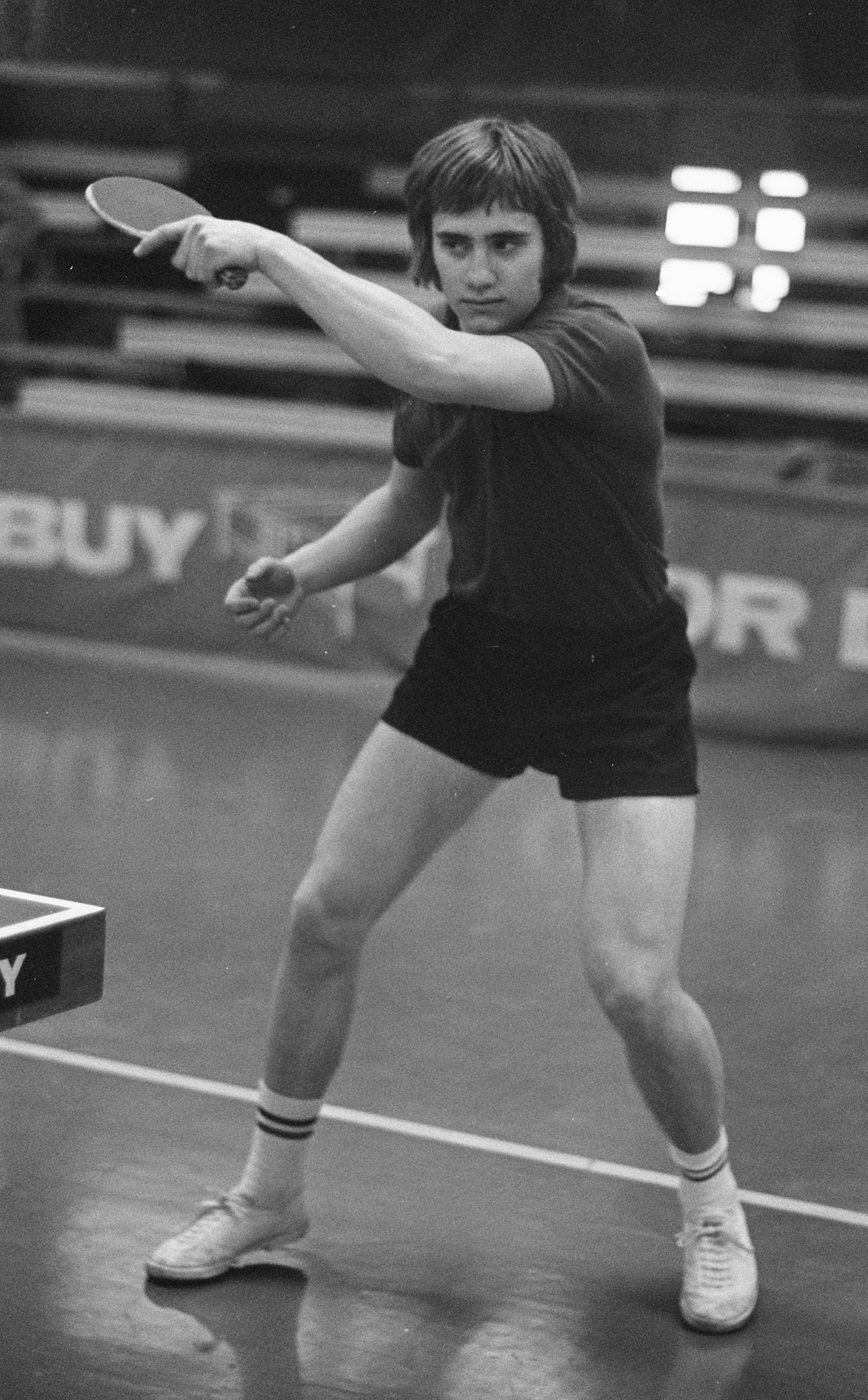
Стеллан Бенгтссон тренируется во время Чемпионата Европы 1972

| Разряд               | Золото                                                                                             | Серебро                                                             | Бронза                      |
| -------------------- | -------------------------------------------------------------------------------------------------- | ------------------------------------------------------------------- | --------------------------- |
| Одиночный разряд     | Стеллан Бенгтссон                                                                                  | Иштван Йоньер                                                       | Иштван Корпа                |
| Одиночный разряд     | Стеллан Бенгтссон                                                                                  | Иштван Йоньер                                                       | Антун Стипанчич             |
| Парный разряд        | Иштван Йоньер Петер Рожаш                                                                          | Чель Йоханссон Стеллан Бенгтссон                                    | Эберхард Шёлер Янош Боржеи  |
| Парный разряд        | Иштван Йоньер Петер Рожаш                                                                          | Чель Йоханссон Стеллан Бенгтссон                                    | Милан Орловский Йиржи Тураи |
| Командное первенство | Швеция · Стеллан Бенгтссон · Чель Йоханссон · Андерс Йоханссон · Бо Перссон · Карл-Йохан Бернхардт | Югославия · Драгутин Шурбек · Антун Стипанчич · Миливой Каракашевич |                             |

### Женщины
| Разряд               | Золото                                                       | Серебро                                                           | Бронза                         |
| -------------------- | ------------------------------------------------------------ | ----------------------------------------------------------------- | ------------------------------ |
| Одиночный разряд     | Зоя Руднова                                                  | Беатрикс Кишхази                                                  | Мария Александру               |
| Одиночный разряд     | Зоя Руднова                                                  | Беатрикс Кишхази                                                  | Илона Воштова                  |
| Парный разряд        | Юдит Магош Хенриетте Лоталлер                                | Беатрикс Кишхази Джилл Хаммерсли                                  | Светлана Гринберг Зоя Руднова  |
| Парный разряд        | Юдит Магош Хенриетте Лоталлер                                | Беатрикс Кишхази Джилл Хаммерсли                                  | Мария Александру Кармен Кришан |
| Командное первенство | Венгрия · Юдит Магош · Беатрикс Кишхази · Хенриетте Лоталлер | ФРГ · Агнеш Шимон · Эдит Ветцель · Диана Шёлер · Вибке Хендриксен |                                |

### Микст
| Разряд           | Золото                         | Серебро                          | Бронза                        |
| ---------------- | ------------------------------ | -------------------------------- | ----------------------------- |
| Смешанный разряд | Станислав Гомозков Зоя Руднова | Стеллан Бенгтссон Лена Андерссон | Милан Орловский Илона Воштова |
| Смешанный разряд | Станислав Гомозков Зоя Руднова | Стеллан Бенгтссон Лена Андерссон | Иштван Йоньер Юдит Магош      |